# Jiří Ješeta
Jiří Ješeta (* 30. ledna 1970) je bývalý český fotbalista, záložník. Po skončení aktivní kariéry působí jako trenér na regionální úrovni.

## Fotbalová kariéra
Hrál za Vagónku Česká Lípa, SKP Union Cheb, FC Slovan Liberec, AFK Atlantic Lázně Bohdaneč, FC MUS Most a VfB Zittau. V československé a české lize nastoupil v 54 utkáních a dal 4 góly.

## Ligová bilance
| Ročník                                   | Zápasy | Góly | Klub                        |
| ---------------------------------------- | ------ | ---- | --------------------------- |
| 1. československá fotbalová liga 1990/91 | 4      | 0    | SKP Union Cheb              |
| 1. česká fotbalová liga 1994/95          | 17     | 1    | FC Slovan Liberec           |
| 1. česká fotbalová liga 1995/96          | 7      | 0    | FC Slovan Liberec           |
| 1. česká fotbalová liga 1997/98          | 27     | 3    | AFK Atlantic Lázně Bohdaneč |
| CELKEM                                   | 54     | 4    |                             |